# 毕拉河
毕拉河位于中国内蒙古自治区呼伦贝尔市鄂伦春自治旗西南部嫩江流域的一条河流，诺敏河右岸支流，河名「畢拉」（转写：bira）源自满语，意即“河流”。发源于诺敏镇莫纳根林场（隶属于伊图里河林业局温河生态功能区）西南大兴安岭东侧加尔敦山西北坡，蜿蜒向东北流，经伊图里河林业局温河林场、那吉坎林场、卧斯门林场等地，于毕拉河林业局谢克特奇转东南流，经诺敏镇马克拉村，于烟囱石村以西、江北村东北汇入诺敏河。毕拉河全长253千米，流域面积7844平方千米，河道平均比降2.85‰，年均径流量12.6亿立方米。毕拉河流域植被繁茂，森林覆盖率达85.7%，是鄂伦春旗两大林区之一。流域内火山、熔岩地貌发育，下游右岸有达尔滨湖国家森林公园，属国家4A级旅游景区。